# Aura Salla
Aura Salla (née le 13 juin 1984) est une femme politique finlandaise et membre du Parlement européen.

## Jeunesse
Salla obtient une maîtrise en sciences politiques de l'Université de Turku en 2011, suivie d'un doctorat en 2021 ; le titre de sa thèse est La crise de l'euro 2010-2014 : l'évolution du rôle de la Commission européenne.
Avant ses études, Salla effectue son service militaire national volontaire dans l'armée de l'air finlandaise, démobilisée au grade de sergent.

## Carrière
Salla se présente sans succès aux élections du Parlement européen de 2014 et 2019, finissant par devenir conseillère, d'abord au sein du cabinet du commissaire Jyrki Katainen (2014-2016), puis au sein de l'unité stratégique du président de la Commission Jean-Claude Juncker (2016-2020).
Elle se tourne ensuite vers le monde des affaires, occupant le poste de directrice des politiques publiques et responsable des affaires européennes chez Meta en 2020, où elle est décrite par Politico comme « la femme de Zuckerberg à Bruxelles ». Elle reste à ce poste pendant trois ans jusqu'à son élection au Parlement finlandais en avril 2023, représentant la circonscription d'Helsinki pour le Parti de la coalition nationale. 
En plus de son poste de députée, Salla est membre des délégations finlandaises auprès du Conseil nordique et du Conseil de l'Europe. Elle est élue députée européenne en 2024.

## Vie personnelle
Salla est mariée au diplomate Turo Mattila, qu'elle a rencontré à Bruxelles ; le couple a deux enfants,.